# Chinezen in de Seychellen
De Chinezen in de Seychellen vormen een van de kleine Chinese gemeenschappen in Afrika. In 1999 waren er ongeveer duizend Chinezen in de Seychellen, die met name in Mont Fleuri wonen.
De belangrijkste omgangstalen waren vroeger Kantonees en Hakkanees. De twee groepen leefden gescheiden van elkaar en weigerden zelfs huwelijken tussen twee verschillende Chinese dialectgroepen te sluiten. Ze trouwden daarom met inlanders. De meerderheid is christen en er zijn twee boeddhistische pagodes in Mahé. In 1945 werd een voorstel gedaan om Chinese scholen te bouwen. De regering was tegen dit plan. Het duurde tot 2007 dat er een Chinese cursus bestond. Tegenwoordig spreken de meeste Chinese Seychellers geen Chinees dialect. Sommigen kunnen het alleen verstaan.